# Pihelpuuauk
Pihelpuuauk ist ein natürlicher See in der Landgemeinde Saaremaa im Kreis Saare auf der größten estnischen Insel Saaremaa. Der 4,1 Hektar große See liegt auf der Halbinsel Harilaid. Der nächste Ort Kõruse-Metsaküla ist vier Kilometer entfernt und er ist von einer nur 50 Meter breiten Landbrücke von der Ostsee getrennt.